# Estação Porte Maillot
Porte Maillot é uma estação da linha 1 do Metrô de Paris; ela está localizada no limite do 16.º e do 17.º arrondissements de Paris, próximo da Porte Maillot. As saídas oeste da estação de metrô também servem Neuilly-sur-Seine.

## Localização
A estação está situada entre a avenue Charles-de-Gaulle em Neuilly-sur-Seine e a avenue de la Grande-Armée em Paris, sob a place de la Porte-Maillot.
A estação foi inicialmente o terminal da linha 1; é a estação mais ocidental da linha 1 no interior de Paris. A estação tem quatro plataformas divididas em duas semi-estações paralelas. As duas vias centrais servem de garagem. Além do oeste, um túnel de quatro vias se estende até a estação Les Sablons; as duas vias centrais também servem como garagem.

## História
A primeira estação Porte Maillot foi aberta em 1900. Como Porte de Vincennes ou Porte Dauphine, ela tomava a forma de uma via em "raquete" comportando duas semi-estações localizadas uma centena de metros mais a leste do que a estação atual sob a avenue de la Grande-Armée. A semi-estação sul foi inicialmente dedicada à chegada para Vincennes e a semi-estação norte dedicada ao terminal desde Vincennes. O terminal em circuito permitiu aos trens de partir na direção inversa imediatamente sem trocar de lado nem de condutor (esses últimos asseguravam então o serviço ininterrupto de Château de Vincennes a Château de Vincennes como se fosse uma única linha contínua).

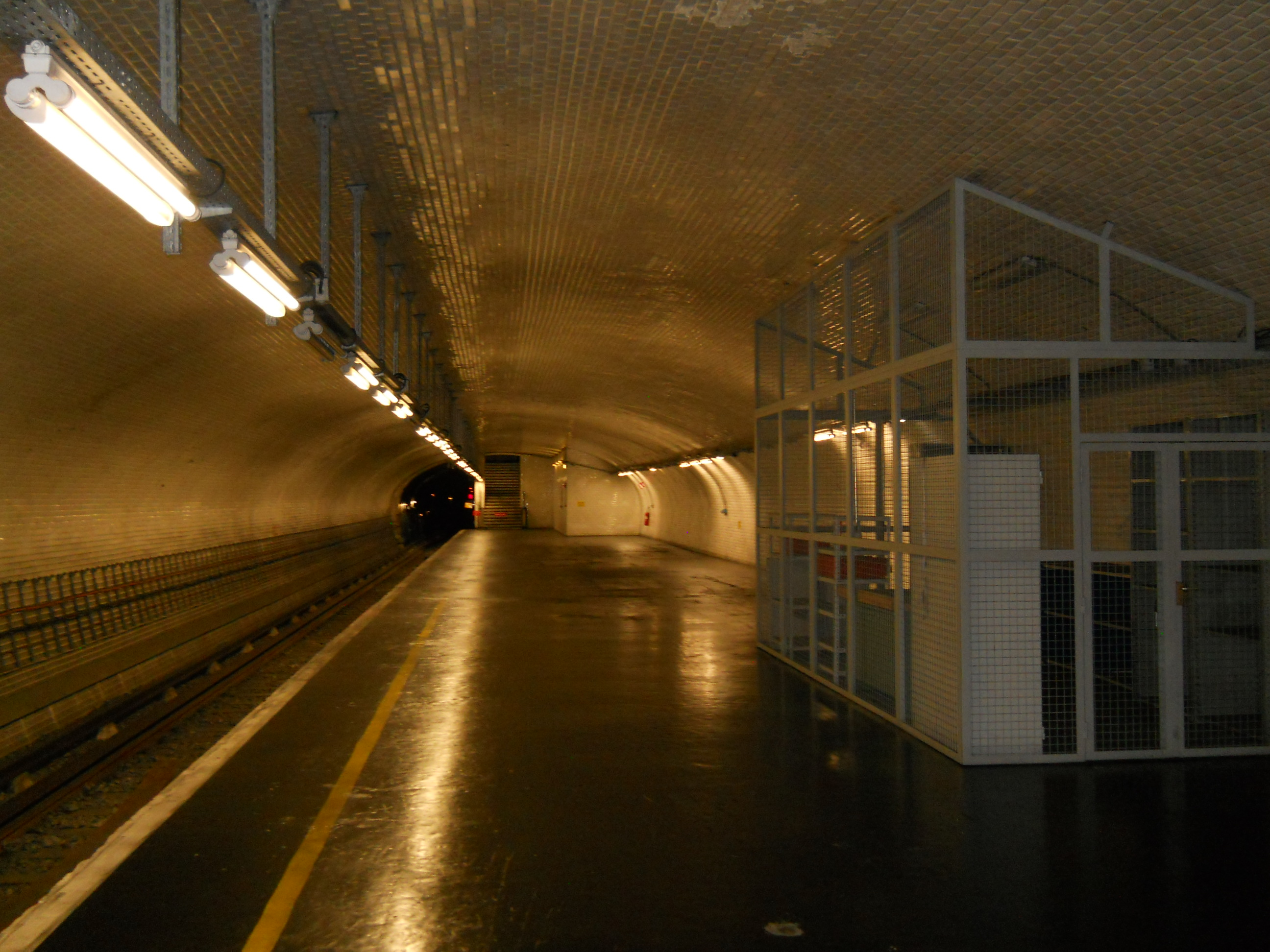
Semi-plataforma da antiga estação antes de 1937. Esta plataforma serve hoje de plataforma de carga/descarga

Em 1937, a estação foi transferida em favor da extensão da linha em Pont de Neuilly. O terminal em circuito não podia ser modificado e reutilizado porque estava na mesma profundidade que a linha da Petite Ceinture, ao lado, e impedindo portanto qualquer extensão. Novas vias mergulham em linha reta logo após o acesso ao circuito sob seu túnel que é preservado, depois sob a antiga Petite Ceinture, onde circulam os trens da linha C do RER, para se juntar com a nova estação a uma centena de metros.  Essa se compõe em duas estações clássicas paralelas, em quatro vias. As vias externas são dedicadas ao serviço regular da estação enquanto que as vias centrais anteriormente ligadas à linha lado Paris e lado Neuilly servem de terminal.
Em 1992, os entroncamentos do lado de Paris foram removidos, deixando espaço para dois para-choques nas plataformas centrais e transformando essas vias em plataformas de garagem permitindo a limpeza dos trens.  Do lado do circuito, a antiga plataforma norte ("quai arrivée") encontra ocasionalmente o público porque foi convertida pela RATP em uma sala de recepção chamada "Espace Maillot". Como parte do projeto de automatização da linha 1, este espaço foi transformado em 2007, como a plataforma sobre ("quai départ"), em um novo pátio de manutenção sobre fossa para os MP 05, o novo material sem condutor da linha 1 automatizada.
A estação porta como subtítulo Palais des Congrès, nome do centro de negócios localizado nas proximidades e construído a partir de 1970.
Em 2012, 8 913 838 passageiros entraram nesta estação. Ela viu entrar 8 998 134 passageiros em 2013, o que a coloca na 23ª posição das estações de metrô por sua frequência.

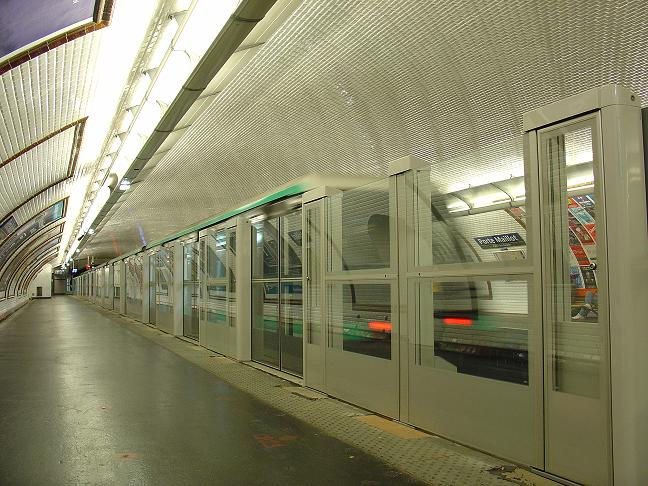
Portas de plataforma na plataforma inutilizada, em direção a Château de Vincennes

Como parte da automatização da linha 1, as plataformas da estação foram levantadas no final de semana de 6 e 7 de setembro de 2008. A estação Porte Maillot foi a primeira estação da linha a receber, no final de 2008, portas de plataforma na plataforma inutilizada em direção a Château de Vincennes.

## Serviços aos passageiros

### Acesso
- 1: palais des congrès
- 2: boulevard Gouvion-Saint-Cyr

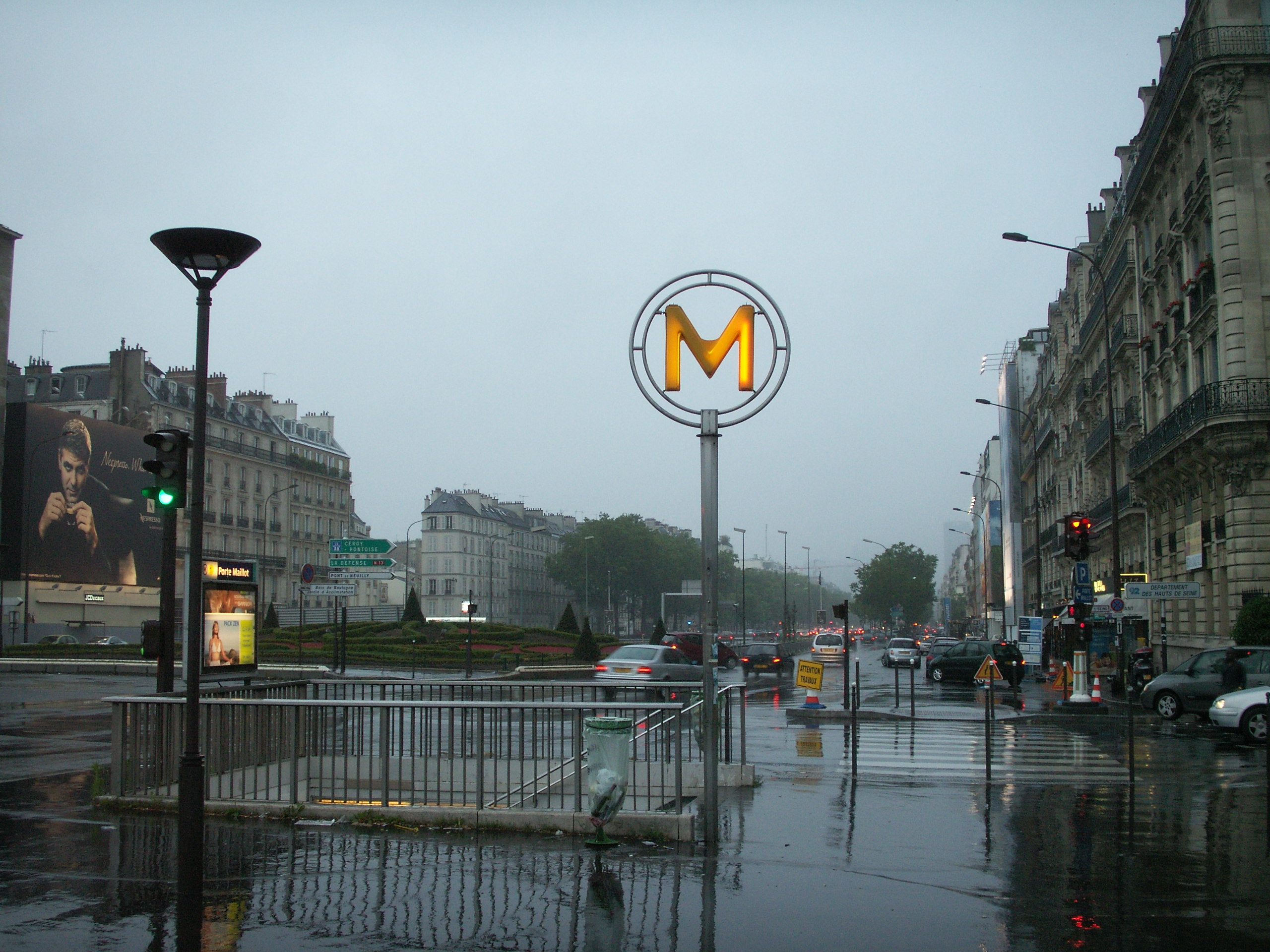
Um acesso com mastro "M" amarelo circulado

- 3: place de la Porte-Maillot terre-plein central
- 4: avenue de la Grande-Armée
- 5: avenue de Malakoff
- 6: avenue Charles-de-Gaulle
- 7: rue de Chartres

### Plataformas
A estação atual é composta de duas estações laterais paralelas, cada uma de configuração padrão com duas plataformas separadas pelas vias do metrô sob uma abóbada elíptica. Os trens correm sobre as vias exteriores, as outras sendo utilizadas como terminal ou garagem. A decoração é do estilo utilizado pela maioria das estações de metrô: as faixas de iluminação são brancas e arredondadas no estilo "Gaudin" da renovação do metrô dos anos 2000 (com exceção daquela da plataforma meridional da estação norte), e as telhas de cerâmica brancas biseladas recobrem os pés-direitos, a abóbada, os tímpanos e as saídas dos corredores. Os quadros publicitários são em cerâmica de cor marrom e o nome da estação é inscrito na fonte Parisine em placas esmaltadas. As plataformas estão equipadas com bancos "Akiko" de cor amarela, e totalmente equipadas com portas de plataforma bem como a plataforma setentrional da estação sul (o quarto, rodeado de uma via sem saída no lado leste, não possui módulos de fachadas nas extremidades, nos espaços não cobertos pelos trens que aí estacionam).

### Intermodalidade
Desde 1988 e a abertura do ramal Norte do RER C, serve a estação de Neuilly - Porte Maillot; esta estação está em correspondência, por longos corredores, com a estação de metrô.
A estação é servida pelas linhas de ônibus 73, 82, PC e 244 da rede de ônibus RATP e, à noite, pelas linhas N11, N24, N151 e N153 da rede de ônibus Noctilien. Além disso, é servida pela linha 2 da rede de ônibus Le Bus Direct para o Aeroporto de Roissy CDG. Finalmente, a estação está na origem de uma conexão de ônibus para o Aeroporto de Beauvais-Tillé.

## Projetos

### Projeto Éole

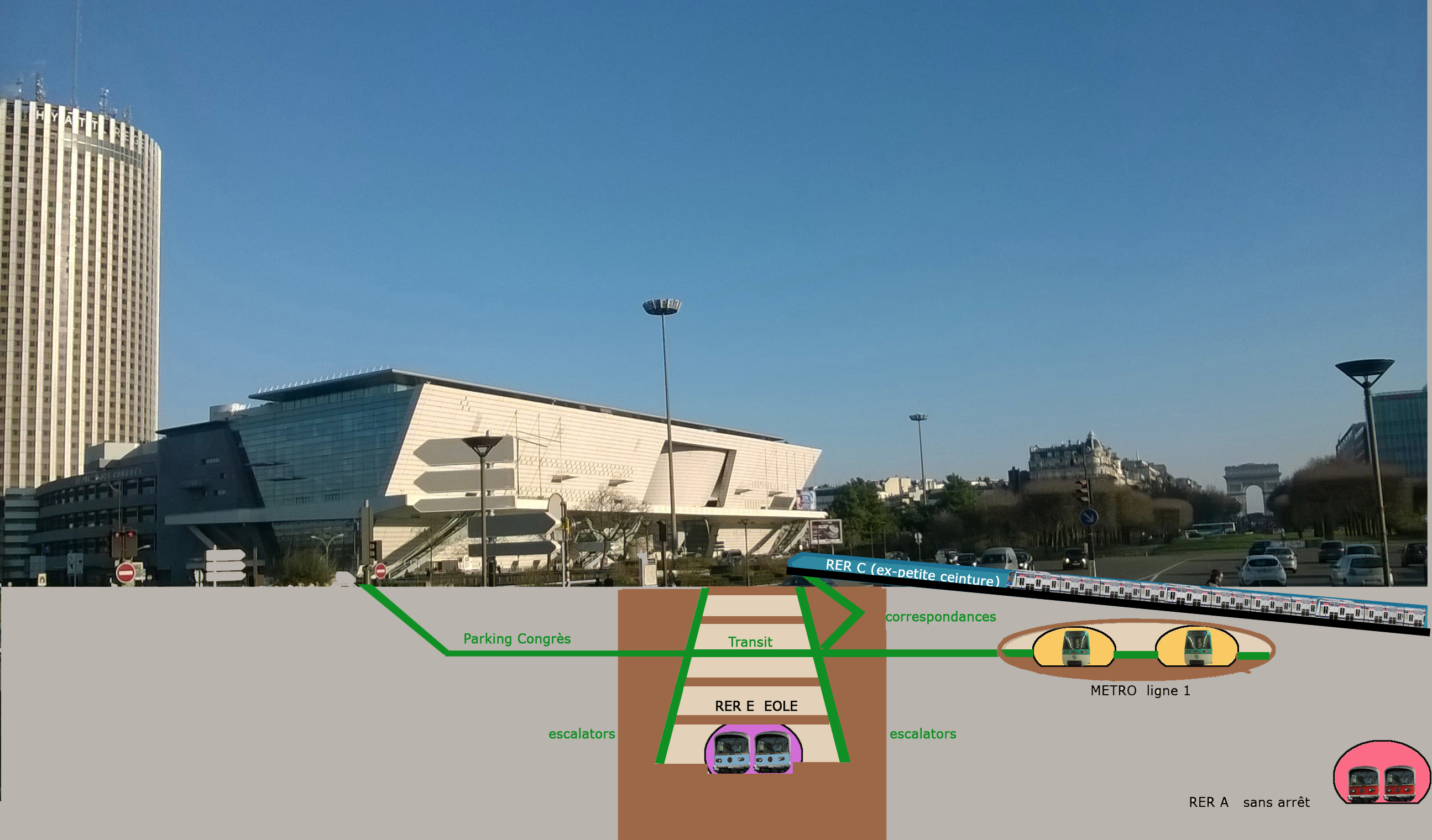
Corte transversal do projeto da estação de Neuilly - Porte Maillot para o RER E

A extensão planejada da linha E do RER ao oeste em direção a La Défense previsto para 2022, deverá incluir uma parada em Porte Maillot que se tornará então um nó de correspondência mais importante.
A futura estação do RER E deverá se situar entre a estação de metrô (linha 1) e o Palais des Congrès. Ela deverá estar em correspondência fácil com a estação de metrô e a estação de Neuilly - Porte Maillot da linha C do RER. A estação do RER E deverá utilizar as entradas de metrô para o seu próprio acesso, e novos acessos com a adição de escadas rolantes (incluindo o acesso Grande-Armée, lado 17.º arrondissement).
O projeto prevê finalmente que a correspondência entre a estação de metrô (linha 1) e a estação do RER E seja feita pela parte oeste da estação de metrô (parte atualmente menos frequentada), por novas passagens a criar para a estação do RER E, enquanto que a parte leste da estação de metrô servirá, como atualmente, como correspondência com o RER C. No entanto, uma nova área de transferência está prevista para esta correspondência, em particular para se integrar com a estação do RER E. O tempo de correspondência previsto entre a linha 1 e a linha E é estimado em 2 a 3 minutos, comparado a pouco mais de 5 minutos para o tempo de conexão entre a linha 1 e a linha C.
A extensão da linha E do RER fortalecerá o serviço de transporte público do bairro, estratégico para o turismo de negócios e lazer.
Em paralelo, uma melhoria significativa para o tráfego suave é planejada como parte dos projetos de requalificação urbana planejados pelas cidades de Paris e de Neuilly-sur-Seine para redinamizar o eixo "Avenue de la Grande-Armée - Porte Maillot - Avenue Charles-de-Gaulle". Este projeto envolve a remoção da rotunda central, que seria substituída por um terrapleno central, que (além do tráfego facilitado) também permitirá alargar o parque ao sul da praça e ampliar o Palais des Congrès ao norte.

### Tramway T3b
A estação poderá, a médio prazo, estar em correspondência com a linha de tramway T3b que deverá ser primeiro alargada até a porte d'Asnières no outono de 2018, depois apenas numa segunda etapa para a Porte Dauphine (incluindo uma estação em Porte Maillot). O calendário para esta segunda extensão ainda não foi preciso no contexto de uma enquete pública; a extensão foi apenas objeto de uma consulta pública de 18 de janeiro a 21 de fevereiro de 2016 tendo confirmado que a travessia de Porte Maillot pelo tramway se faria a leste da praça, com uma estação posicionada mais próxima das estações das linhas C e E do RER.

## Pontos turísticos
- O Palais des Congrès se localiza acima da estação. Pode ser acessada diretamente a partir dos corredores de correspondência entre o metrô e o RER.
- A laje de cobertura da linha de RER entre as estações de Neuilly - Porte Maillot e Pereire - Levallois foi convertida em uma passarela de pedestres.
- A extremidade nordeste do Bois de Boulogne fica ao lado da estação; inclui o Jardin d’acclimatation e a Fondation Louis Vuitton.

## Galeria de fotografias

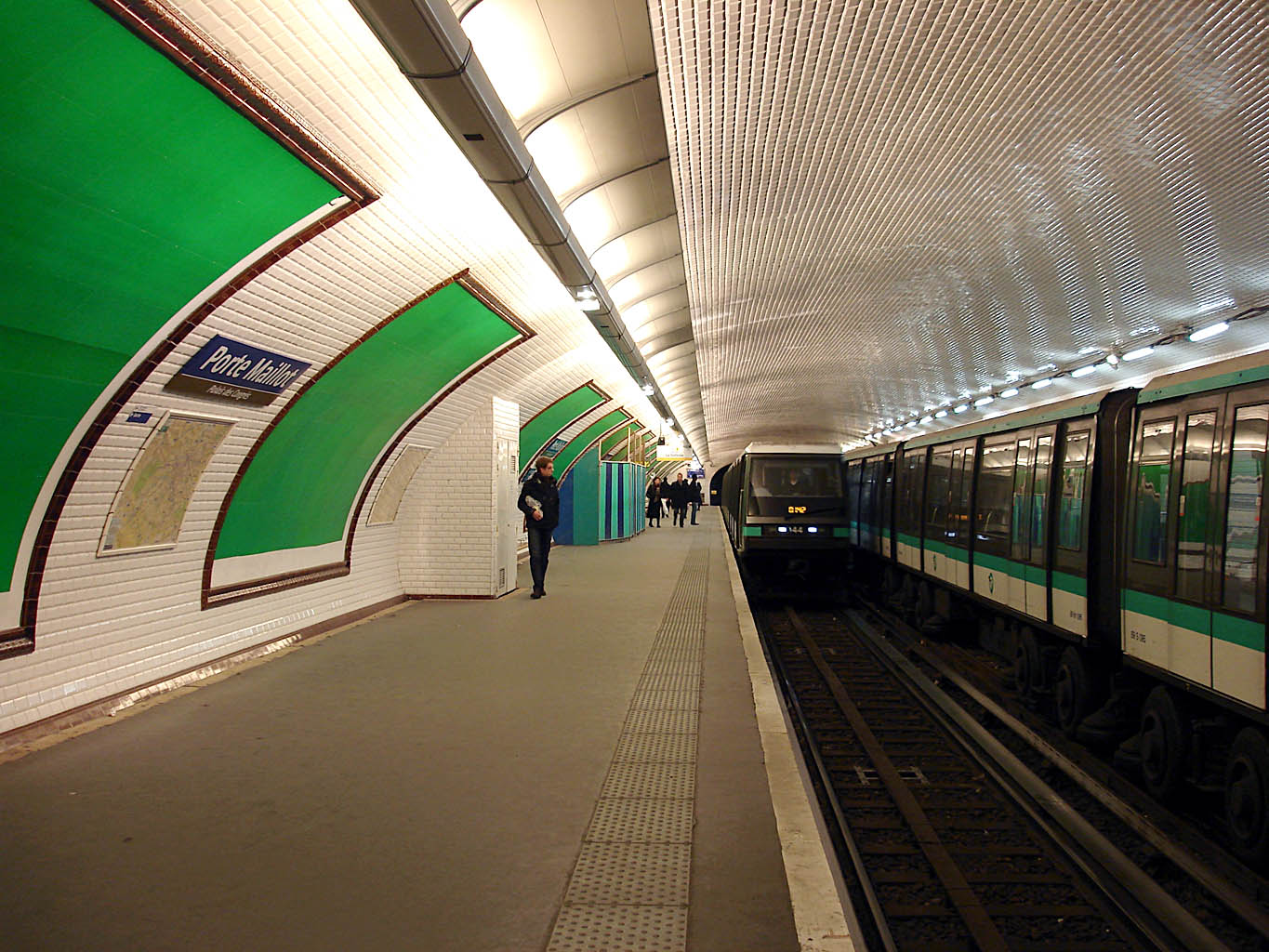
A semi-estação norte, antes da automatização, com um trem se dirigindo para La Défense.
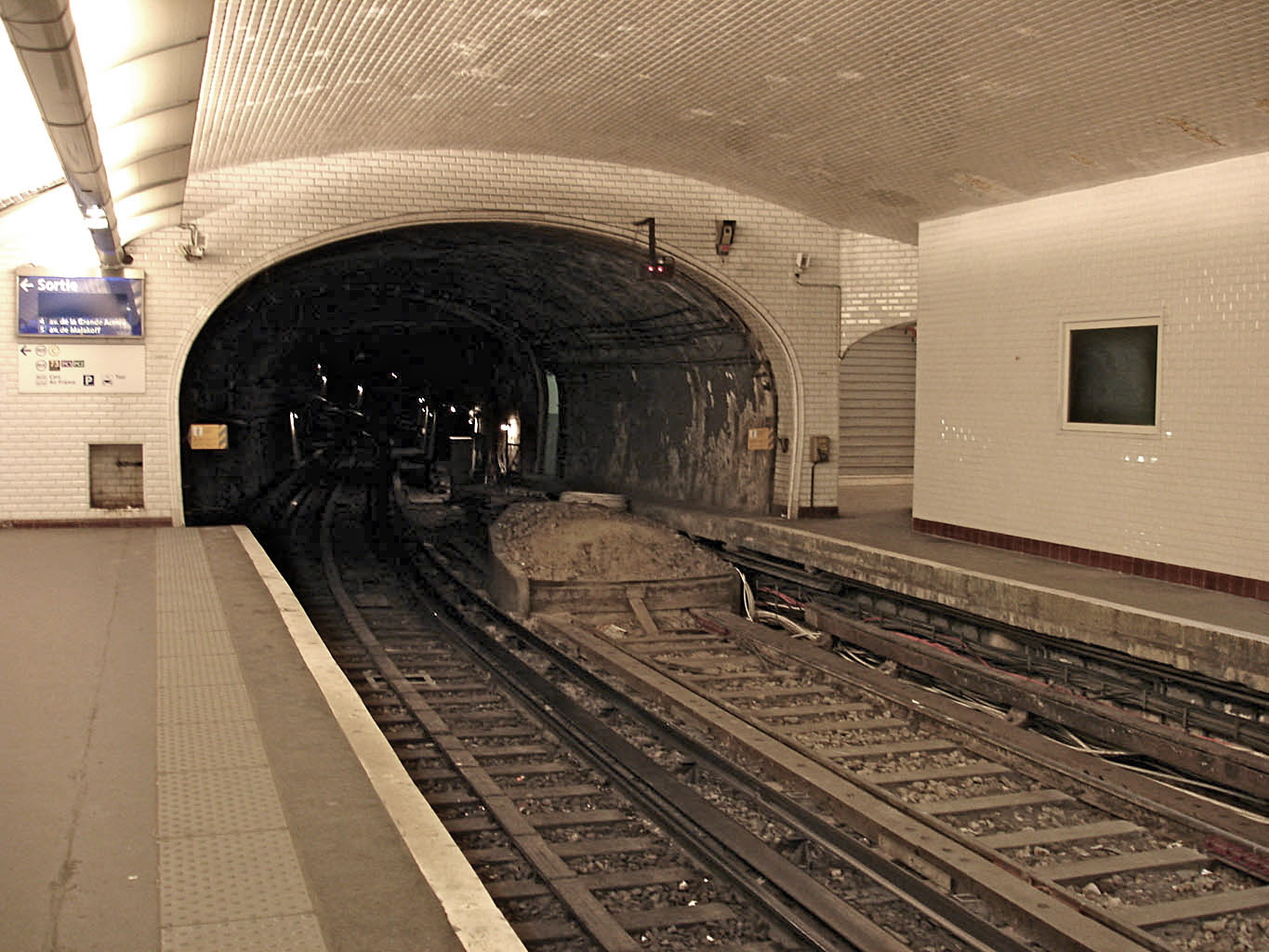
Semi-estação norte, pára-choque da via de garagem.
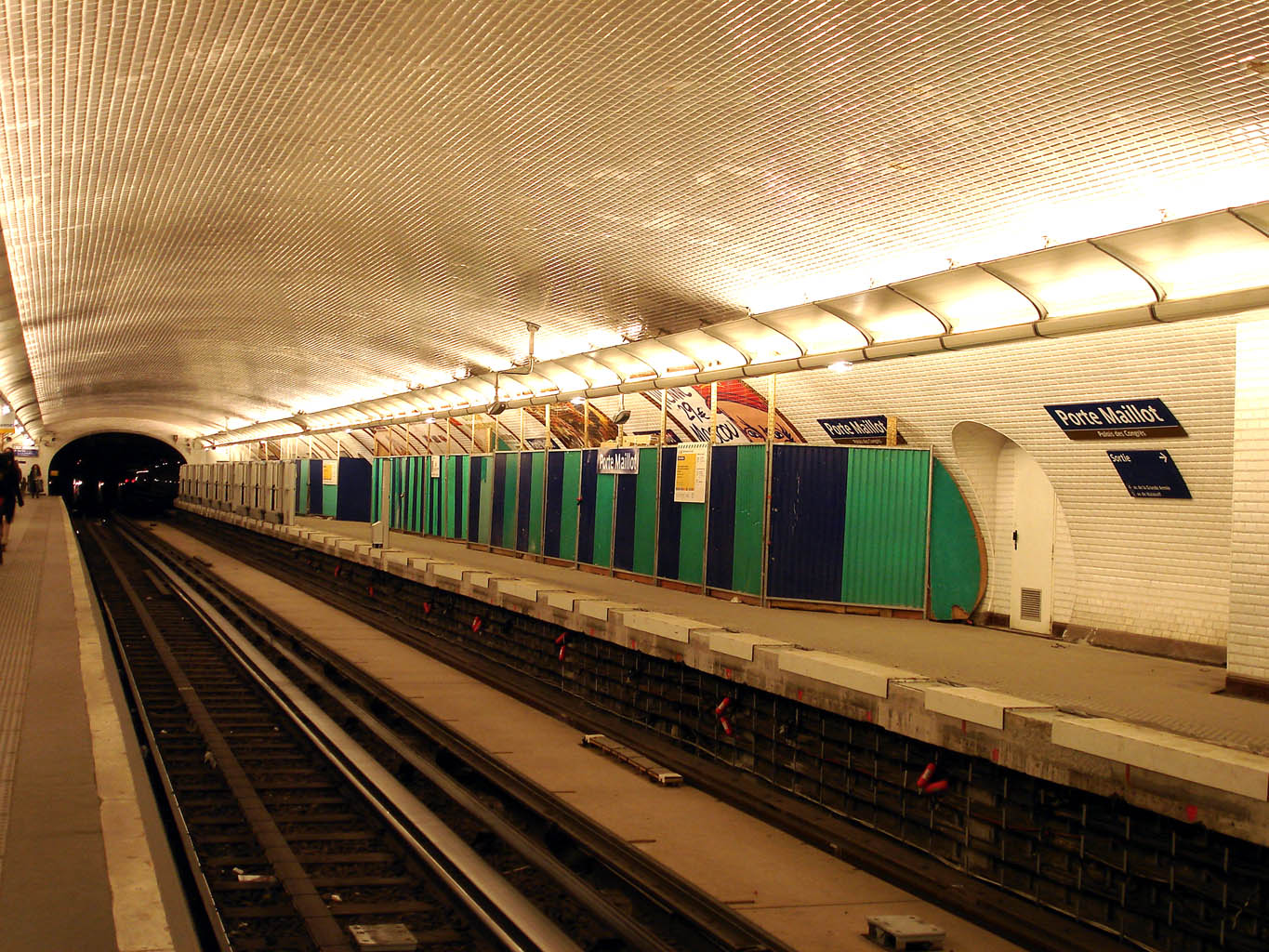
Semi-estação sul, fachadas de plataforma sendo colocadas.
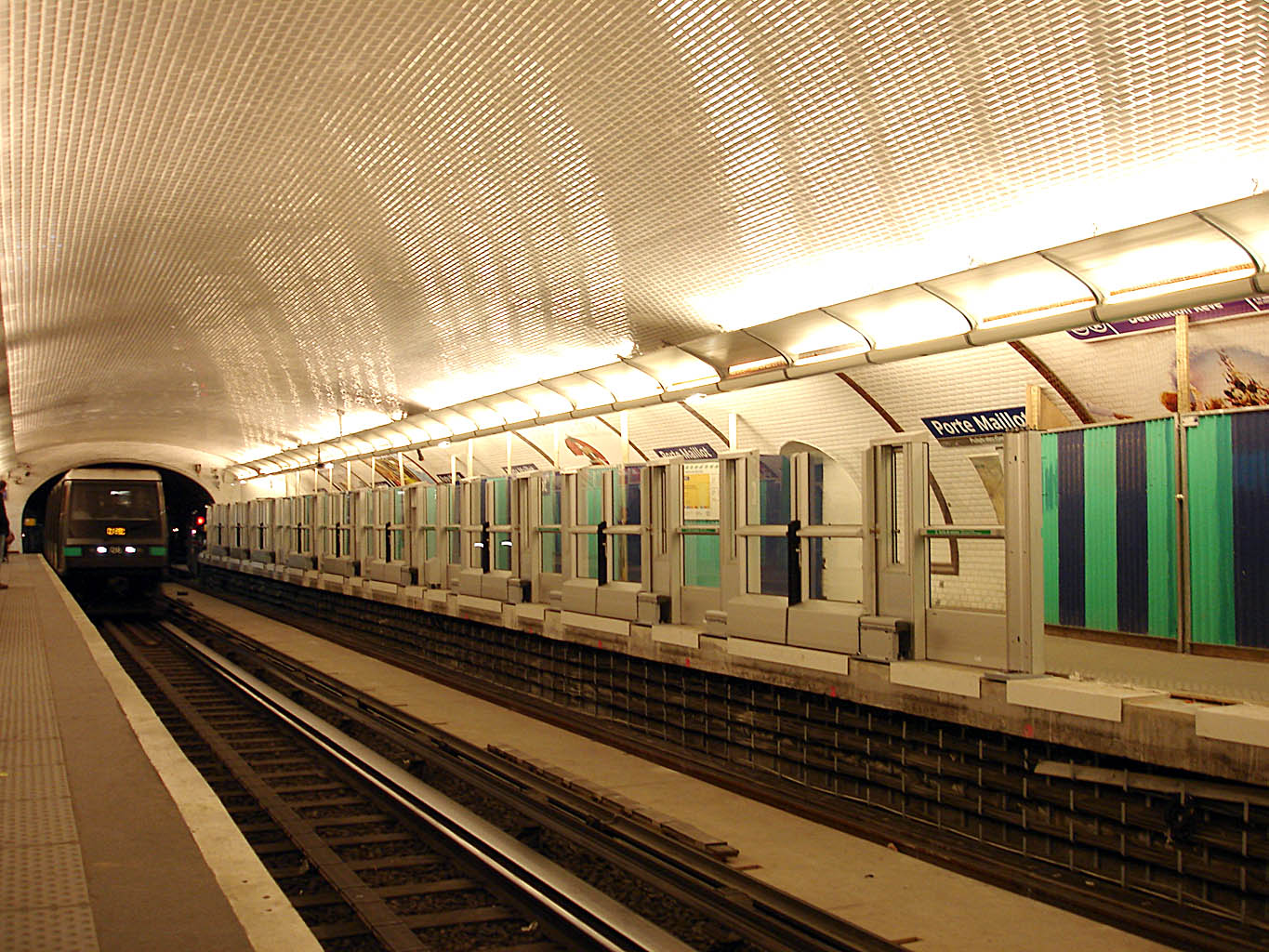
Semi-estação sul, fachadas de plataforma sendo colocadas.